# (16920) Larrywalker
(16920) Larrywalker est un astéroïde de la ceinture principale.

## Description
(16920) Larrywalker est un astéroïde de la ceinture principale. Il fut découvert le 20 mars 1998 à Socorro (Nouveau-Mexique) par le projet LINEAR. Il présente une orbite caractérisée par un demi-grand axe de 2,73 UA, une excentricité de 0,04 et une inclinaison de 5,6° par rapport à l'écliptique.

## Compléments